# Armorial au lynx
- certaines figures ne sont pas accompagnées de leur blasonnement.
- certaines figures sont encore dans un format bitmap et doivent être vectorisées.
- il comporte peu ou pas de sources.

En héraldique, lynx et loup-cervier sont deux figures différentes. Le lynx est passant dans l'écu, et tout comme le loup-cervier symboliserait la perspicacité,. Le loup-cervier, représenté comme une panthère, tacheté avec la queue d'un chat et la face d'un lynx, est très peu présent. Le lynx peut être représenté passant ou de front, et peut être confondu avec le loup bien qu'il ait le plus souvent la queue entre les jambes.

## Corps
| Figure | Blasonnement et commentaires |
| ------ | --- |
|        | Apskritis de Tauragė en Lituanie |
|        | Baillet, Dessin du XVIIe, famille noble originaire du clermontois. - D'argent à un loup-cervier au naturel, au chef d'azur, chargé de deux molettes d'or. SVG :                                                                              |
|        | Famille Bąkowski en Pologne |
|        | Bodaibo en Russie |
|        | Bygland (Aust-Agder) en Norvège, På grøn grunn ei oppspringande gull gaupe : De sinople au lynx rampant d’or. Blason autorisé depuis le 15 novembre 1991.                                                                                    |
|        | Province Finlande-Méridionale en Finlande |
|        | Givry-en-Argonne (Marne) en France D'argent à un loup-cervier rampant au naturel, au chef d'azur chargé de deux molettes d'éperon d'or. |
|        | Hamarøy (Nordland) en Norvège, I blått en stående sølv gaupe : Blason autorisé depuis le 19 février 1982. |
|        | Ancienne province de Häme en Finlande |
|        | Heinola en Finlande |
|        | Jēkabpils en Lettonie Variante : |
|        | Région de Kanta-Häme en Finlande |
|        | Kladno en République tchèque |
|        | Mänttä en Finlande |
|        | Los landskommun, faisant à présent partie de la commune de Ljusdal en Suède |
|        | Lycksele landskommun, faisant à présent partie de la commune de Lycksele en Suède |
|        | Lucam le boutillier (Chevalier de la Table Ronde) dans le Blason des armoiries de Jérôme de Bara : D'or au loup-cervier de gueules armé de sable. Autre version : SVG                                                                        |
|        | Ancienne municipalité de Purmo en Finlande |
|        | Raseiniai en Lituanie Le blason a officiellement été créé le 20 mars 1792 avant d'être remplacé par Nicolas Ier de Russie le 6 avril 1845. Utilisé officieusement durant le XXe siècle, il fut officiellement réinstauré le 25 octobre 1989. |
|        | Famille Ryś en Pologne |
|        | Saarde en Estonie |
|        | Seleznevo en Russie |
|        | Bataillon de sapeurs II de la Légion, unité de l'armée espagnole |
|        | Valognes (Manche) en France : D'azur au lynx courant d'argent, surmonté de deux épis de blé d'or passés en sautoir, accosté de deux autres épis de blé du même posés en pal                                                                  |

## Tête
| Figure | Blasonnement et commentaires                                                                    |
| ------ | ----------------------------------------------------------------------------------------------- |
|        | Hemsedal en Norvège                                                                             |
|        | Janakkala en Finlande                                                                           |
|        | Karsakiškis en Lituanie                                                                         |
|        | Armoiries de Maarten van Nieuwenhove, Maire de Bruges en 1497, représentation ancienne du lynx. |
|        | Ancienne municipalité de Vanaja en Finlande                                                     |
|        | Övre norra arméfördelningen, division de l'armée suédoise D'azur à face de lynx d'or.           |
|        | École de Phoenix aux États-Unis                                                                 |